# Агуайо-Краутхаузен, Рауль
Рауль Агуайо-Краутхаузен (нем. Raúl Aguayo-Krauthausen; род. 15 июля 1980, Лима) — немецкий социальный предприниматель, активист, основатель онлайн карты Wheelmap.org (электронная помощь инвалидам-колясочникам в передвижении по городам и в путешествиях по миру).

## Список подобных проектов
- Sozialhelden ("Социальхельден", Социальные Герои) — некоммерческая организация, которая разрабатывает и координирует различные социальные проекты на тему интеграции, инклузии и безбарьерной среды. На данный момент в организации работают специалисты из направлений медиа, программирование, культура, социология и т.д.
- Wheelmap.org[2] - онлайн карта, с помощью которой можно искать или отмечать места, которые доступны для маломобильных (колясочников).
- "Pfantastisch Helfen" - ("Пфантастиш Хельфен") проект, который позволяет напрямую поддерживать социальные проекты методом пожертвований талонов с возврата бутылок в супермаркетах.
- Leidmedien.de ("Ляидмедиен") — сайт для журналистов, которые пишут о людях с ограниченными возможностями или о вопросах инклузии и интеграции. Сайт содержит советы для рассмотрения темы с разных сторон и без стереотипов.
- В 2014 году Рауль разработал 3D печати мини-рампы для инвалидных колясок, которые помогли улучшить преодоление бордюров инвалидам-колясочникам. Руководство для этого он опубликовал на своем сайте для общего пользования.